# Oscinella rubidipes
Oscinella rubidipes är en tvåvingeart som beskrevs av Becker 1910. Oscinella rubidipes ingår i släktet Oscinella och familjen fritflugor. Inga underarter finns listade i Catalogue of Life.